# Zimic
Zimic je priimek več znanih Slovencev:
- Igor Zimic, likovni ustvarjalec, slikar-kolorist
- Mlica Zimic, predsednica Kulturoprosvetnega društva Soča
- Nikolaj Zimic (*1961), univ. profesor in dekan fakultete za računalništvo in informatiko v Ljubljani
- Stanislav Zimic (1930 - 2013), romanist (hispanist), literarni zgodovinar, univ. profesor v ZDA (Teksas)